# Gorge Oneonta
La gorge Oneonta est une gorge qui appartient à la Gorge du Columbia, dans l'État américain de l'Oregon. Le Service des forêts des États-Unis l'a désignée comme un espace botanique à cause des plantes uniques qui y poussent. Les murs de basalte abritent une grande variété de fougères, de mousses et de lichens, dont beaucoup sont endémiques à la gorge du Columbia.